# Goriška dijaška sekcija
Goriška dijaška sekcija je organizacija, ki združuje vse dijake novogoriških srednjih šol. Deluje v okviru Kluba goriških študentov in je članica Dijaške organizacije Slovenije.
Vodije jo predstavniki Šolskega centra Nova Gorica, Tehniškega šolskega centra, Srednje ekonomske in trgovske šole, Srednje Lesne šole Nova Gorica in Slovenskega šolskega centra Gorica (Italija).